# فرشته تو هستم
« فرشته تو هستم» (به انگلیسی: I'm Your Angel) تک‌آهنگی مشترک از هنرمند اهل کانادا سلین دیون و آر. کلی است که در ۸ اوت ۱۹۹۸ منتشر شد.